# Brescia Calcio 2015-2016
Questa voce raccoglie le informazioni riguardanti il Brescia Calcio nelle competizioni ufficiali della stagione 2015-2016.

## Stagione
La stagione 2015-2016 è stata prima della nuova cordata presidenziale bresciana formata da Triboldi e Sagramola; la loro mentalità è quella di formare una rosa prevalentemente formata da giovani. Il nuovo allenatore è Roberto Boscaglia.
La squadra comincia la preparazione estiva restando in città, allenandosi presso il Centro Sportivo San Filippo.
Nonostante la retrocessione subita nella stagione precedente, poi rimediata stante il fallimento del Parma, partecipa nuovamente al campionato di Serie B in seguito al ripescaggio ufficializzato il 4 agosto. Debutta in Coppa Italia il 2 agosto battendo la Cremonese (4-3) ai calci di rigore, la gara è terminata (0-0) dopo i supplementari e accedendo al secondo turno, giocato in casa dello Spezia, dove viene eliminato perdendo (1-0).
In campionato la squadra bresciana termina il girone d'andata in zona Play-off, al 5º posto in classifica con 35 punti, alla pari con il Bari, alle spalle di Cagliari, Crotone, Novara e Pescara. Nel girone di ritorno le rondinelle hanno un calo, terminando la stagione all'11º posto con 54 punti. Anche in questa stagione Andrea Caracciolo è il più prolifico dei giocatori bresciani, con 11 reti firmate, tante quante quelle realizzate dallo spagnolo Alexandre Geijo arrivato a Brescia dall'Udinese.

## Divise e sponsor
Lo sponsor tecnico per la stagione 2015-2016 è Acerbis, mentre gli sponsor ufficiali sono Ubi Banca, Banco di Brescia e SAMA.
| Casa | Trasferta |

## Rosa
| N. |                          | Ruolo | Calciatore                   |
| -- | ------------------------ | ----- | ---------------------------- |
| 1  | Italia (bandiera)        | P     | Michele Arcari               |
| 2  | Italia (bandiera)        | D     | Lorenzo Venuti               |
| 3  | Italia (bandiera)        | D     | Antonio Aldo Caracciolo      |
| 4  | Senegal (bandiera)       | D     | Racine Coly                  |
| 5  | Italia (bandiera)        | D     | Michele Somma                |
| 6  | Italia (bandiera)        | D     | Edoardo Lancini              |
| 7  | Italia (bandiera)        | A     | Giovanni Abate               |
| 8  | Italia (bandiera)        | C     | Luca Mazzitelli              |
| 9  | Italia (bandiera)        | A     | Andrea Caracciolo (capitano) |
| 11 | Guinea-Bissau (bandiera) | C     | Carlos Embalo                |
| 12 | Italia (bandiera)        | P     | Riccardo Gagno               |
| 14 | Italia (bandiera)        | D     | Vincenzo Camilleri           |
| 15 | Italia (bandiera)        | P     | Stefano Minelli              |
| 16 | Italia (bandiera)        | A     | Filippo Strada               |
| 17 | Ghana (bandiera)         | C     | Amidu Salifu                 |
| 18 | Marocco (bandiera)       | C     | Ismail H'Maidat              |
| 19 | Spagna (bandiera)        | A     | Álex Geijo                   |
| 21 | Italia (bandiera)        | D     | Emanuele Fonte               |

| N. |                     | Ruolo | Calciatore            |
| -- | ------------------- | ----- | --------------------- |
| 21 | Italia (bandiera)   | D     | Matteo Boccaccini     |
| 21 | Senegal (bandiera)  | A     | Baba Ndaw Seck        |
| 22 | Italia (bandiera)   | P     | Federico Serraiocco   |
| 23 | Italia (bandiera)   | C     | Leonardo Morosini     |
| 24 | Italia (bandiera)   | D     | Nicola Lancini        |
| 29 | Italia (bandiera)   | A     | Daniele Ferri         |
| 26 | Italia (bandiera)   | C     | Fabio Bertoli         |
| 27 | Italia (bandiera)   | A     | Davide Marsura        |
| 28 | Svizzera (bandiera) | C     | Alessandro Martinelli |
| 29 | Italia (bandiera)   | A     | Massimo Camilli       |
| 30 | Polonia (bandiera)  | C     | Tomasz Kupisz         |
| 31 | Italia (bandiera)   | C     | Jacopo Dall'Oglio     |
| 32 | Italia (bandiera)   | C     | Simone Rosso          |
| 33 | Italia (bandiera)   | D     | Paolo Castellini      |
| 34 | Italia (bandiera)   | D     | Alessandro Semprini   |
| 36 | Tanzania (bandiera) | A     | Mhando Carte Said     |
| 40 | Italia (bandiera)   | D     | Arturo Calabresi      |
|    | Italia (bandiera)   | C     | Alessandro Budel      |

## Organigramma societario
Area direttiva
- Presidente: Alessandro Triboldi
- Amministratore delegato e direttore generale: Rinaldo Sagramola

Area tecnica
- Direttore sportivo: Renzo Castagnini
- Allenatore: Roberto Boscaglia
- Allenatore in seconda: Giacomo Filippi
- Preparatore dei portieri: Giacomo Violini

## Risultati

### Serie B

#### Girone di andata
| Arbitro: | Pezzuto (Lecce) |

|                                |           |  |
| Castellini 2’ (aut.) Ragusa 6’ | Marcatori |  |

| Arbitro: | Ghersini (Genova) |

|                   |           |                            |
| Morosini 56’, 80’ | Marcatori | 45’ Schiavi 84’ Gabionetta |

| Arbitro: | Rapuano (Rimini) |

|                                          |           |           |
| Fedato 32’ Calabresi 68’ Vantaggiato 73’ | Marcatori | 15’ Geijo |

| Arbitro: | Illuzzi (Molfetta) |

|                        |           |  |
| Morosini 2’ Embalo 60’ | Marcatori |  |

| Ascoli Piceno 26 settembre 2015, ore 15,00 CEST 5ª giornata | Ascoli                  | 0 – 0 referto | Brescia | Stadio Cino e Lillo Del Duca (5 462 spett.)\| Arbitro: \| Ripa (Nocera Inferiore) \| |
| Arbitro:                                                    | Ripa (Nocera Inferiore) |               |         |                                                                                      |

| Arbitro: | Ros (Pordenone) |

|                                      |           |                 |
| Marzorati 25’ (aut.) Geijo 44’ (Rig) | Marcatori | 35’, 77’ Stanco |

| Arbitro: | Aureliano (Bologna) |

|            |           |                                              |
| Ebagua 13’ | Marcatori | 3’ Abate 32’ (Rig) Geijo 89’ And. Caracciolo |

| Arbitro: | Abbattista (Molfetta) |

|                                  |           |                           |
| Arini 3’ Insigne 48’ Bastien 63’ | Marcatori | 40’ Geijo 54’, 58’ Kupisz |

| Arbitro: | Martinelli (Roma) |

|                              |           |               |
| Geijo 42’ (rig.), 60’ (rig.) | Marcatori | 33’ Di Matteo |

| Arbitro: | Marco Serra (Torino) |

|           |           |           |
| Ricci 43’ | Marcatori | 87’ Abate |

| Arbitro: | Minelli (Varese) |

|                            |           |  |
| And. Caracciolo 87’ (rig.) | Marcatori |  |

| Arbitro: | Sacchi (Macerata) |

|                                         |           |  |
| Evacuo 4’, 51’ Troest 54’ Gălăbinov 77’ | Marcatori |  |

| Arbitro: | Manganiello (Pinerolo) |

|                                   |           |  |
| Kupisz 13’ Morosini 17’ Geijo 38’ | Marcatori |  |

| Arbitro: | Ripa (Nocera Inferiore) |

|                                                             |           |  |
| Belmonte 14’ Parigini 30’ Ardemagni 85’ (rig.) Zapata 90+1’ | Marcatori |  |

| Arbitro: | La Penna (Roma) |

|                                                  |           |  |
| And. Caracciolo 48’ Kupisz 57’, 90+3’ Embalo 78’ | Marcatori |  |

| Chiavari 4 dicembre 2015, ore 19,00 CET 16ª giornata | Virtus Entella      | 0 – 0 referto | Brescia | Stadio Comunale (1 963 spett.)\| Arbitro: \| Aureliano (Bologna) \| |
| Arbitro:                                             | Aureliano (Bologna) |               |         |                                                                     |

| Arbitro: | Di Paolo (Avezzano) |

|                          |           |  |
| Geijo 32’ Mazzitelli 34’ | Marcatori |  |

| Arbitro: | Marco Serra (Torino) |

|              |           |                          |
| Raičević 46’ | Marcatori | 20’, 29’ And. Caracciolo |

| Arbitro: | Abbattista (Molfetta) |

|                     |           |            |
| And. Caracciolo 69’ | Marcatori | 22’ Calaiò |

| Arbitro: | Manganiello (Pinerolo) |

|          |           |                                      |
| Rada 11’ | Marcatori | 67’ (rig.) And. Caracciolo 78’ Geijo |

| Brescia 27 dicembre 2015, ore 15,00 CET 21ª giornata | Brescia          | 0 – 0 referto | Ternana | Stadio Mario Rigamonti (10 397 spett.)\| Arbitro: \| Maresca (Napoli) \| |
| Arbitro:                                             | Maresca (Napoli) |               |         |                                                                          |

#### Girone di ritorno
| Arbitro: | Pezzuto (Lecce) |

|                                 |           |           |
| Ant. Caracciolo 59’, 86’ (rig.) | Marcatori | 23’ Đurić |

| Arbitro: | Pinzani (Empoli) |

|                                     |           |  |
| Coly 23’ (aut.) Coda 54’ Franco 61’ | Marcatori |  |

| Arbitro: | Maresca (Napoli) |

|           |           |                                          |
| Geijo 24’ | Marcatori | 20’ Vantaggiato 56’ Jelenič 60’ Borghese |

| Arbitro: | Minelli (Varese) |

|                        |           |               |
| Bani 6’ Mustacchio 64’ | Marcatori | 3’ Mazzitelli |

| Arbitro: | Marini (Roma) |

|                                        |           |                  |
| And. Caracciolo 10’ (rig.) Lancini 83’ | Marcatori | 40’, 73’ Petagna |

| Arbitro: | Illuzzi (Molfetta) |

|           |           |  |
| Luppi 68’ | Marcatori |  |

| Arbitro: | Baracani (Firenze) |

|                   |           |                 |
| Morosini 28’, 74’ | Marcatori | 61’ (rig.) Ganz |

| Arbitro: | Candussio (Cervignano del Friuli) |

|                     |           |  |
| Ant. Caracciolo 36’ | Marcatori |  |

| Arbitro: | Aureliano (Bologna) |

|                |           |  |
| N. Ferrari 30’ | Marcatori |  |

| Arbitro: | Abisso (Palermo) |

|                                        |           |  |
| Mazzitelli 35’ Embalo 57’ Morosini 71’ | Marcatori |  |

| Arbitro: | Chiffi (Padova) |

|                      |           |                                  |
| Kupisz 73’ Geijo 81’ | Marcatori | 13’ Dellafiore 87’ (Rig) Olivera |

| Brescia 26 marzo 2016, ore 18,00 CEST 33ª giornata | Brescia           | 0 – 0 referto | Novara | Stadio Mario Rigamonti (9 647 spett.)\| Arbitro: \| Sacchi (Macerata) \| |
| Arbitro:                                           | Sacchi (Macerata) |               |        |                                                                          |

| Arbitro: | Nasca (Bari) |

|                                      |           |  |
| Fazio 20’ Citro 64’ Scognamiglio 78’ | Marcatori |  |

| Arbitro: | Abbattista (Molfetta) |

|                                     |           |                    |
| And. Caracciolo 36’ Calabresi 90+3’ | Marcatori | 19’, 29’ Ardemagni |

| Arbitro: | Aureliano (Bologna) |

|                                                           |           |  |
| Capuano 4’ João Pedro 24’, 34’, 47’ Giannetti 62’ Sau 87’ | Marcatori |  |

| Arbitro: | Abisso (Palermo) |

|                           |           |  |
| Embalo 36’ Mazzitelli 85’ | Marcatori |  |

| Arbitro: | Sacchi (Macerata) |

|                           |           |                |
| Memushaj 48’ Lapadula 76’ | Marcatori | 19’ Dall'Oglio |

| Arbitro: | Pairetto (Nichelino) |

|  |           |                   |
|  | Marcatori | 46’ (rig.) Galano |

| Arbitro: | Minelli (Varese) |

|                           |           |                         |
| Sciaudone 24’ Errasti 69’ | Marcatori | 90+2’ (rig.) Mazzitelli |

| Arbitro: | Di Paolo (Avezzano) |

|                         |           |                                     |
| Morosini 30’ Embalo 84’ | Marcatori | 15’, 90+3’ (rig.) Rosina 23’ Puşcaş |

| Arbitro: | Rapuano (Rimini) |

|                                      |           |                                |
| Avenatti 13’ Furlan 33’ Ceravolo 81’ | Marcatori | 3’ And. Caracciolo 86’ Marsura |

### Coppa Italia

#### Primo turno
| Arbitro: | Mainardi (Bergamo) |

|                                            |                      |                                             |
| Somma Mazzitelli Dall'Oglio Kupisz Camilli | Tiri di rigore 4 – 3 | Brighenti Moroni Magnaghi Gargiulo Crialese |

#### Secondo turno
| Arbitro: | Ghersini (Genova) |

|            |           |  |
| Piccolo 1’ | Marcatori |  |

## Statistiche

### Statistiche di squadra
| Competizione | Punti | In casa | In casa | In casa | In casa | In casa | In casa | In trasferta | In trasferta | In trasferta | In trasferta | In trasferta | In trasferta | Totale | Totale | Totale | Totale | Totale | Totale | DR  |
| Competizione | Punti | G       | V       | N       | P       | Gf      | Gs      | G            | V            | N            | P            | Gf           | Gs           | G      | V      | N      | P      | Gf     | Gs     | DR  |
| ------------ | ----- | ------- | ------- | ------- | ------- | ------- | ------- | ------------ | ------------ | ------------ | ------------ | ------------ | ------------ | ------ | ------ | ------ | ------ | ------ | ------ | --- |
| Serie B      | 54    | 21      | 11      | 7       | 3       | 36      | 19      | 21           | 3            | 5            | 13           | 19           | 45           | 42     | 14     | 12     | 16     | 55     | 64     | -9  |
| Coppa Italia |       | 1       | 1       | 0       | 0       | 0       | 0       | 1            | 0            | 0            | 1            | 0            | 1            | 2      | 1      | 0      | 1      | 0      | 1      | - 1 |
| Totale       |       | 22      | 12      | 7       | 3       | 36      | 19      | 22           | 3            | 5            | 14           | 19           | 46           | 44     | 15     | 12     | 17     | 55     | 65     | -10 |

### Andamento in campionato
| Giornata  | 1  | 2  | 3  | 4  | 5  | 6  | 7  | 8  | 9 | 10 | 11 | 12 | 13 | 14 | 15 | 16 | 17 | 18 | 19 | 20 | 21 | 22 | 23 | 24 | 25 | 26 | 27 | 28 | 29 | 30 | 31 | 32 | 33 | 34 | 35 | 36 | 37 | 38 | 39 | 40 | 41 | 42 |
| --------- | -- | -- | -- | -- | -- | -- | -- | -- | - | -- | -- | -- | -- | -- | -- | -- | -- | -- | -- | -- | -- | -- | -- | -- | -- | -- | -- | -- | -- | -- | -- | -- | -- | -- | -- | -- | -- | -- | -- | -- | -- | -- |
| Luogo     | T  | C  | T  | C  | T  | C  | T  | T  | C | T  | C  | T  | C  | T  | C  | T  | C  | T  | C  | T  | C  | C  | T  | C  | T  | C  | T  | C  | C  | T  | C  | T  | C  | T  | C  | T  | C  | T  | C  | T  | C  | T  |
| Risultato | P  | N  | P  | V  | N  | N  | V  | N  | V | N  | V  | P  | V  | P  | V  | N  | V  | V  | N  | V  | N  | V  | P  | P  | P  | N  | P  | V  | V  | P  | V  | N  | N  | P  | N  | P  | V  | P  | P  | P  | P  | P  |
| Posizione | 19 | 16 | 18 | 16 | 16 | 15 | 11 | 12 | 9 | 9  | 7  | 9  | 7  | 8  | 7  | 8  | 6  | 5  | 5  | 5  | 5  | 5  | 6  | 7  | 7  | 7  | 9  | 8  | 6  | 8  | 8  | 9  | 8  | 10 | 10 | 11 | 10 | 10 | 10 | 10 | 11 | 11 |

Fonte:  Serie B – Classifiche, su sport.sky.it, Sky Sport. URL consultato il 29 settembre 2015 (archiviato dall'url originale l'11 settembre 2014).
Legenda:

Luogo: C = Casa; T = Trasferta. Risultato: V = Vittoria; N = Pareggio; P = Sconfitta.